# 峽谷冰川
83°57′S 175°25′E / 83.950°S 175.417°E
峽谷冰川（英語：Canyon Glacier）是南極洲的冰川，座標83°57′S 175°25′E / 83.950°S 175.417°E，位於杜費克海岸，全長65（40英里），流經塞帕拉欣山脈和休斯山脈，最終在焦溫科山麓冰川以西注入羅斯冰架，由新西蘭探險隊命名。